# Années 1810 en sport
Chronologie du sport
- années 1800 en sport - années 1810 en sport - années 1820 en sport

## Athlétisme
- 1813 : publication en Angleterre de l’ouvrage de Walter Thom : Essai sur l’Athlétisme.

## Baseball/Balle empoisonnée
- 1810 : description du « jeu de la balle empoisonnée » dans une publication française de jeux pour garçons. Ce jeu est un très proche ancêtre du baseball.

## Boxe
- 7 janvier 1814 : première trace d’un match de boxe en Australie.
- 1816 : Jacob Hyer remporte le titre (officieux) de champion d’Amérique de boxe en s’imposant à poings nus face à Tom Beasley.

## Cricket
- 1811 : première trace d’un match inter-counties de cricket féminin : Surrey-Hampshire.

## Cyclisme
- 12 juillet 1817 : le badois, Karl Von Drais étrenne sa dernière invention, la draisienne, sur un parcours de 14 km entre Mannheim et Schwetzingen. Ce bicycle ne dispose d’aucun moyen de propulsion ; la progression sur une draisienne s’effectue en marchant. La Draisienne hérite ainsi également du nom de « Vélocipède », (velox pedis) pieds rapides en latin. Jugée ridicule, cette invention « excentrique » passe rapidement de mode. Attention ; certains datent les débuts du « vélo » en 1790-91 avec la mise au point en France du « velocifere », mais cette invention n’a aucun rapport avec le vélo… Les historiens français du sport ne commettent (généralement) plus cette erreur, mais certains historiens anglo-saxons persistent dans cette voie.

## Golf
- 9 janvier 1811 :  premier tournoi de golf féminin connu se joue au Musselburgh Golf Club en Écosse[1].

## Gymnastique
- 1811 : fondation à Berlin du Turnverein (société de gymnastique).
- 1816 : la Prusse, notamment sous l’impulsion du gymnaste nationaliste Jahn Friedrich Ludwig (1778-1852), se couvre d’installations de gymnastique ; pas moins de 116 de ses installations de plein air y sont recensées.
- 1er février 1818 : Ouverture à Paris par l’Espagnol Francisco Amoros du premier club public de gymnastique (Gymnase de l’Institution Durdan).
- 1819 : les Sapeurs-Pompiers de Paris se dotent d’un gymnase.

## Jeu de paume
- 1816 : l’Italien Marchesio succède à Barcellon comme « Champion du Monde » de jeu de paume.
- 1819 : l’Anglais Philip Cox succède à Marchesio comme « Champion du Monde » de jeu de paume.

## Patinage sur glace
- 1813 : publication à Paris de l’ouvrage de Jean Garcin : Le vrai patineur ou les principes sur l’art de patiner avec grâce.

## Sport hippique
- 15 avril 1810 : première course de chevaux sur le sol australien.
- 1814 : première édition de la course hippique anglaise des 1000 Guinnées, à Newmarket.

## Sumo
- 1811 : le sumotori Raiden met un terme à sa brillante carrière : 26 titres en 21 ans, et seulement 10 défaites ! Après un demi-siècle d’âge d’or, le sumo connaît une phase de crise à la suite de ce départ à la retraite.

## Naissances
- 1811
  - 18 octobre : William Thompson, boxeur britannique. († 23 août 1880).
- 1815
  - 22 mars : Ben Caunt, boxeur britannique. († 10 septembre 1861).
- 1819
  - 1er janvier : Tom Hyer, boxeur américain. († 26 juin 1864).

## Décès
- 1811 : 
  - 30 juillet : Jem Belcher, boxeur anglais. (° 15 avril 1781).